# نادية الحسناوي
نادية الحسناوي (بالنرويجية البوكمول: Nadia Hasnaoui)‏ (ولدت في 10 يونيو 1963 بالمغرب) هي مقدمة تلفزيونية نرويجية. ولدت الحسناوي في المغرب لأم نرويجية وأب مغربي.

## روابط خارجية
- نادية الحسناوي على موقع IMDb (الإنجليزية)
- نادية الحسناوي على موقع ألو سيني (الفرنسية)
- نادية الحسناوي على موقع قاعدة بيانات الفيلم (الإنجليزية)
- نادية الحسناوي على موقع كينوبويسك (الروسية)